# Brillant de Branicki
Heliodoxa branickii
Espèce
Statut de conservation UICN

 LC  : Préoccupation mineure
Statut CITES
Le Brillant de Branicki (Heliodoxa branickii) est une espèce de colibris de la sous-famille des Lesbiinae et de la tribu des Heliantheini.

## Distribution
Le Brillant de Branicki est endémique du Pérou.

Carte de répartition de l'espèce

## Référence
(en) « Neotropical Birds Online », Cornell Lab of Ornithology, 18 août 2011